# Musée Witold-Gombrowicz (Wsola)
Pour les articles homonymes, voir Gombrowicz (homonymie).

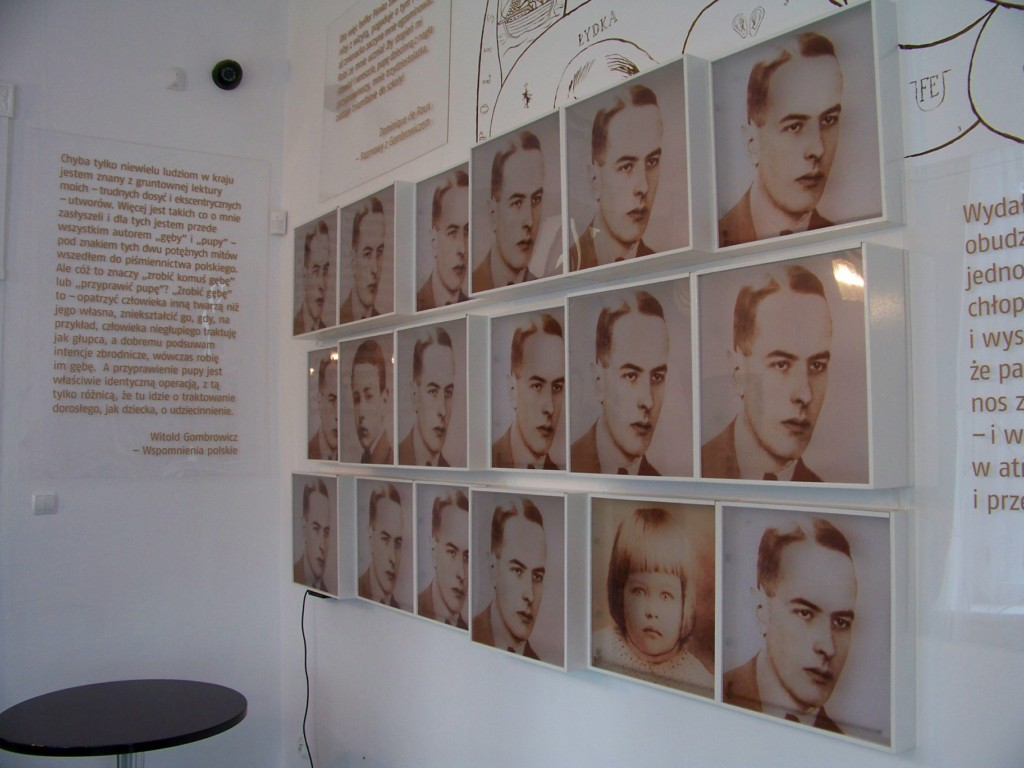
Musée Witold-Gombrowicz

Le musée Witold-Gombrowicz, consacré à l'écrivain polonais Witold Gombrowicz, est installé dans un ancien manoir à Wsola, village de la Voïvodie de Mazovie, près de Radom, en Pologne. Le musée est une antenne du musée de la Littérature Adam Mickiewicz de Varsovie (Muzeum Literatury im. Adama Mickiewizca).  Witold Gombrowicz avait l'habitude de passer ses vacances dans ce manoir qui appartenait à sa belle-sœur Aleksandra, née Pruszak. A Wsola, Witold Gombrowicz a écrit plusieurs textes, dont son roman le plus connu Ferdydurke.

## Manoir
Le manoir fut érigé en 1914 pour Jakub Grobicki d'après les dessins de l'architecte finlandais August Furuhjelm. Dans la construction se mêlent des éléments de l'historicisme et de l'art nouveau. 
Maria Pruszak, qui possédait la villa dans les années 1920, en fit cadeau à sa nièce Aleksandra, l'épouse de Jerzy Gombrowicz, frère aîné de Witold.
Après la Seconde Guerre mondiale la propriété fut nationalisée. Par la suite, la villa hébergeait divers services publics.
En 2005, le powiat de Radom vendit le manoir et son parc à la Voïvodie de Mazovie qui y aménagea le musée Witold-Gombrowicz. Le 10 octobre 2009, le musée fut inauguré en présence de Rita Gombrowicz, la veuve de l'écrivain. Le manoir de Wsola est le seul endroit de Pologne lié à Witold Gombrowicz qui n'a pas été détruit durant la Seconde Guerre mondiale.

## Musée
Le musée expose des photos et des documents liés à l'écrivain ainsi que des objets personnels comme sa machine à écrire, un jeu d'échecs, sa pipe. Dans une salle de lecture, les œuvres de Witold Gombrowicz, les éditions originales, les traductions et des sources secondaires sont à la disposition du visiteur.